# Etničke grupe Bahama
Etničke grupe Bahama, 335,000 stanovnika (UN Country Population; 2008)
- Afrobahamci	209,000
- Angloamerikanci	7,000
- Bahamci	80,000
- Britanci	4,200
- Grci	900
- Haićani	26,000
- Jamajčani	5,300
- Kinezi	600
- Židovi	900